# Jezioro Dominickie
Jezioro Dominickie – jezioro na Pojezierzu Sławskim o powierzchni około 344 ha i głębokości ponad 17 m, położone na terenie Przemęckiego Parku Krajobrazowego w powiecie leszczyńskim. 
Ma długość 3830 m, szerokość 1660 m. Posiada dobre warunki do kąpieli, gdyż jego dno opada łagodnie. Otoczone jest borami sosnowymi. Jest uznanym ośrodkiem żeglarskim, z uwagi na sąsiedztwo innych jezior, z którymi ma połączenia, stanowi ważny punkt dla wycieczek kajakowych.
Wokół jeziora znajduje się silnie rozbudowana infrastruktura turystyczna, miejscowości Boszkowo-Letnisko, Dominice to ośrodki wczasowe i domki letniskowe. Otoczone jest lasami sosnowymi. Na jeziorze można uprawiać prawie wszystkie dyscypliny sportów wodnych, a także turystykę kajakarską. Utworzono szlaki turystyki wodnej, pieszej, rowerowej i konnej. W okolicy znajduje się jeszcze kilka mniejszych jezior. Jest to najczystszy zbiornik wodny w okolicy. Na podstawie badań przeprowadzonych w 2011 roku wody jeziora zaliczono do I klasy czystości
W 1261 roku książę wielkopolski Bolesław Pobożny nadał jezioro zwane Dominice klasztorowi cysterskiemu w Lubiążu.